# Buildbot
Buildbotはソフトウェア開発での継続的インテグレーションツールである。このツールを使い、コードベースへの変更を検証するために必要なコンパイルやテストサイクルを自動化することができる。これは、 MozillaプロジェクトのTinderboxの軽量な代替として始まり、現在ではPython、WebKit、LLVM、Blender、ReactOSなど多くのプロジェクトで使われている。

## 実装
BuildbotはTwistedライブラリをベースとしてPythonで書かれている。

## SCMサポート
2021年3月現在、バージョン2.10.1では、BuildbotはCVS、Subversion、Darcs、Mercurial、Bazaar、Git、Monotone、Repo/Gerrit、Perforce、BitKeeperのSCM統合をサポートしている。

## See also
- ビルド自動化

## References
1. ↑  “How can we write better software? – Interview series, part 2 with Brian Warner”. Mozilla Hacks.  Mozilla (2014年8月12日). 2025年1月29日閲覧。
2. ↑  “Personal Projects”. www.lothar.com. 2021年3月3日閲覧。 “I am the author (but no longer the primary maintainer) of Buildbot”
3. 1 2  “Project: BuildBot: Release Notes”. SourceForge.net (2003年4月29日). 2005年9月15日時点のオリジナルよりアーカイブ。2025年1月29日閲覧。
4. ↑  “Import of the upstream sources from Sourceforge.net” (英語). GitHub (2005年11月25日). 2025年1月29日閲覧。 “Repository: warner@cvs.sourceforge.net”
5. ↑  "Release 4.2.1"; 閲覧日: 2025年1月21日; 出版日: 2025年1月10日.
6. ↑  “Python Buildbot” (英語). Python.org. 2021年3月3日閲覧。
7. ↑  “Buildbot”. build.webkit.org. 2025年1月29日閲覧。
8. ↑  “LLVM Buildbot”. lab.llvm.org. 2025年1月29日閲覧。
9. ↑  “Buildbot”. builder.blender.org. 2021年3月3日閲覧。
10. ↑  “Buildbot”. build.reactos.org. 2021年3月3日閲覧。
11. ↑  “2.5.3. Change Sources and Changes — Buildbot 2.10.1 documentation”. docs.buildbot.net. 2021年3月3日閲覧。

## External links
- 公式ウェブサイト